# Breite Straße 19 (Wernigerode)

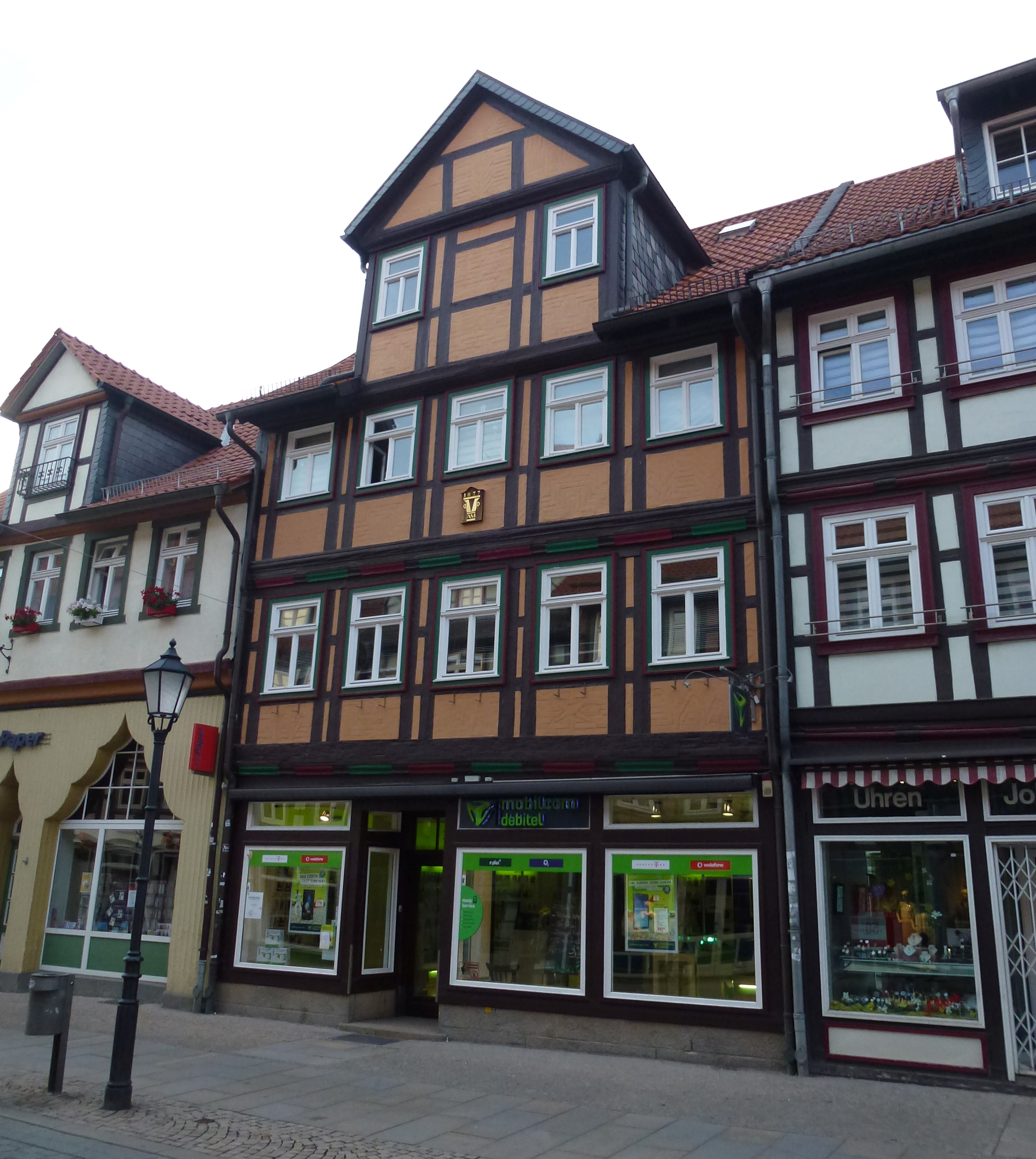
Wohn- und Geschäftshaus Breite Straße 19 in Wernigerode

Das Haus Breite Straße 19 ist ein denkmalgeschütztes Haus in Wernigerode im Landkreis Harz in Sachsen-Anhalt. Das Wohn- und Geschäftshaus beherbergt heute ein Restaurant und eine Pension.

## Architektur und Geschichte
Das Gebäude befindet sich auf der Breiten Straße, einer der Hauptgeschäftsstraßen der Stadt. Es handelt sich um ein Gebäude aus dem 19. Jahrhundert, der nach dem Stadtbrand 1851 in großen Teilen neu errichtet wurde. Das zur Straßenseite gelegene Hauptgebäude wurde mit funktionellem, einfachem Fachwerk wiederaufgebaut. Auf dem Dach befindet sich ein Spitzgiebelerker. Durch den Ausbau des Erdgeschosses wurde die bisherige symmetrische Gestaltung des Gebäudes verändert. Hier befinden sich heute Geschäftsräume.
In der Gebäudemitte befindet sich im Brüstungsfeld eine typische Hausmarke in Form eines Henkelgefäßes mit den beiden Initialen A und M, die für den früheren Besitzer, den Kaufmann Adolph Meier stehen.
Die Westseite des Gebäudes grenzt an das ebenfalls unter Denkmalschutz stehende Gebäude Breite Straße 17.
Das Gebäude Breite Straße 19 wurde an Stelle des beim Stadtbrand vernichteten Vorgängerbaus für Wohn- und Geschäftszwecke errichtet. Die untere Etage wurde für den Publikumsverkehr ausgebaut.
Vor 1895 trug das Gebäude die Adresse Breite Straße 181. Es handelte sich damals um ein Wohnhaus mit Hofraum, Scheune quer, Niederlage rechts, Waschhaus und Scheune (beide 1892/93 Substanzveränderung zur Scheune). Das gesamte Gebäude wurde 1897/1898 umgebaut zum Wohnhaus mit Hofraum. Die Eigentümer des Gebäudes stammen aus der bekannten Wernigeröder Apothekerfamilie Forcke, nach der die Forckestraße zwischen Salzbergstraße und Johann-Sebastian-Bach-Straße benannt ist. Nach Albert Forcke wurde der Kaufmann Ernst Tetzner im ausgehenden 19. Jahrhundert neuer Hausbesitzer.
Im örtlichen Denkmalverzeichnis ist das Haus als Baudenkmal unter der Erfassungsnummer 094 25159 verzeichnet.